# Charinus tronchonii
Espèce
Synonymes
- Speleophrynus tronchonii Ravelo, 1975

Charinus tronchonii est une espèce d'amblypyges de la famille des Charinidae.

## Distribution
Cette espèce est endémique de l'État de Falcón au Venezuela,. Elle se rencontre à Petit dans la grotte Cueva del Río Hueque.

## Description
La carapace de la femelle décrite par Miranda, Giupponi, Prendini et Scharff en 2021 mesure 4,90 mm de long sur 5,70 mm.

## Systématique et taxinomie
Cette espèce a été décrite sous le protonyme Speleophrynus tronchonii par Ravelo en 1975. Elle est placée dans le genre Charinides par Quintero en 1983 puis dans le genre Charinus par Delle Cave en 1986.

## Étymologie
Cette espèce est nommée en l'honneur de Juan Antonio Tronchoni.

## Publication originale
- Ravelo, 1975 : « Speleophrynus tronchonii nuevo genero y especie de amblipigios de la familia Charontidae, en una cueva de Venezuela (Arachnida: Amblipygy). » Boletín de la Sociedad Venezolana de Espeleología, no 15, p. 77-85.